# زابي إتكسيباريا
زابي إتكسيباريا (بالإسبانية: Xabier Etxebarria)‏ (مواليد 20 يوليو 1987 في إيغوري - إسبانيا) لاعب كرة قدم إسباني يلعب حاليا لصالح نادي الدرجة الأولى أتلتيك بيلباو الإسباني منذ 2008 في مركز قلب الدفاع كما يجيد اللعب في مركز الظهير الأيمن .

## روابط خارجية
- زابي إتكسيباريا على موقع قاعدة بيانات كرة القدم.إي يو (الإنجليزية)
- زابي إتكسيباريا على موقع Soccerway.com (الإنجليزية)
- زابي إتكسيباريا على موقع AS.com (الإسبانية)
- زابي إتكسيباريا على موقع AS.com (الإسبانية)